# 오연총
오연총(吳延寵, 1055년~1116년 6월 22일(음력 5월 10일))은 고려의 문신이다. 본관은 해주(海州)이다. 문과에 급제한 후 기거랑, 병부낭중 등을 역임했으며, 관직은 이부상서, 중서시랑, 문하시중 평장사 등을 거쳐 수태위 상주국에 이르렀다. 윤관과 함께 여진족 토벌에 참여하였고, 별무반을 편성하여 훈련하였다.

## 생애

### 출생과 가계
그의 초기 생애는 문헌에는 나타나지 않으며, 그의 가문에 일부 전한다. 오첨(吳瞻)은 오(吳)나라 태백왕의 25세손인 오기(吳起; 초나라 재상)의 45대손이다.  서기 500년(지증왕 1년)에 중국에서 신라로 건너온 중국인 무혜공(武惠公) 오첨은 김종지(金宗之)의 딸을 아내로 맞이하여 함양에서 2남 1녀를 두고 22년간 살다가 다시 중국으로 건너갔다. 그 때 두 아들 중에 둘째 아들 오응(吳應)이 그대로 신라에 남아서 살았다고 한다. 그 후 오응의 12대손 오광우가 족질 오우경과 980년에 중국 송나라에 들어가 사천성 성도 임앙에 살았는데 다시 4대손인 오연총이 1076년(고려 문종 30년)에 다시 고려에 들어와 정착하여 살았다고 한다.

### 관료 생활 초반
학문에 힘써 문과에 급제했다. 1079년(문종 33년) 문과(文科)에 장원급제(壯元及第)였다.
1096년(숙종 원년) 10월 요나라에 사신으로 가서 천안절(天安節)을 하례하고 귀국했다. 1098년(숙종 3) 기거랑(起居郎)에 임명되었다가 병부낭중(兵部郎中)을 거쳐 시랑(侍郞)으로 승진했다.
1100년(숙종 5) 7월 상서(尙書) 왕하(王嘏)와 함께 송에 사신으로 가서 휘종(徽宗)의 즉위를 축하하고 이듬해 6월 귀국했는데, 이 때 송 사람들이 구입을 허락하지 않던 희귀 서적인 《태평어람》을 황제의 허락으로 구입하는 데 성공했다. 송나라 황제가 숙종에게 《태평어람(太平御覽 송 나라 때에 편찬한 백과사전 유의 책)》 1천 권을 하사하였다. 연총이 아뢰기를 "신들이 송 나라에 있을 때에 관반(館伴) 중서사인 사문관(謝文瓘)이 신에게 말하기를, '국왕께서 글을 좋아하여 근래에 해동(海東)에 문물이 크게 일어난다는 소문이 들리고 올린 표장(表章)의 문장이 매우 아름다워 조정에서 아주 탄미한다.' 하였습니다." 하니 숙종이, “《태평어람》은 문종(文宗)께서 일찍이 구하였으나 얻지 못했던 것이고, 《신의보구방(神醫普救方)》은 세상에 구제하는 요긴한 의서인데, 이제 짐이 두 가지를 모두 얻었으니 이것은 사신의 능력이로다. 등극을 축하하려고 갔던 사신과 봉위사(奉慰使)로 갔던 정ㆍ부 사신과 수행원의 관작을 모두 올려 주라." 하였다.
이 공으로 중서사인(中書舍人)에 발탁되었으나, 외직으로 나가기를 자원했으므로 왕이 그를 전주목사(全州牧使)로 내보냈는데, 정사를 행하는 것이 너그럽고 공평하며 가혹하지 않으니 관리와 백성들이 안락을 누렸다.
그의 근무 고과 성적이 가장 높자, 1104년(숙종 9) 3월 소환되어 추밀원좌승선(左承宣)·형부시랑(刑部侍郞)·지어사대사(知御史臺事)에 임명되었고, 3달도 되지 않아 상서좌승(尙書左丞)·한림시독학사(翰林侍讀學士)로 승진했다. 오연총은 정사를 너그럽고 공정하게 처리하고 가혹하지 않아서 관원과 백성들이 그를 편하게 여겼다고 한다. 그러나 왕의 시험이었다는 견해도 있다. 그에 의하면 왕이 그의 장상(將相)의 재질(才質)이 있다 하여 장차 크게 쓰고자 임민(臨民)함을 시험할 목적으로 전주목사로 보냈다는 것이다.

### 관료 생활
같은 해 왕이 남경(南京)에 행차했을 때, 권지추밀원부사(權知樞密院副使)로서 평장사(平章事) 이오·참지정사(參知政事) 오수증(吳壽增)·판어사대사(判御史臺事) 임의(任懿) 등과 함께 호종했고, 다음 달 추밀원부사(樞密院副使)·한림학사(翰林學士), 이듬해 동지추밀원사(同知樞密院事)·비서감(秘書監)·한림학사승지(翰林學士承旨) 지추밀원사(知樞密院事)·어사대부(御史大夫)·한림학사승지, 동북면병마사(東北面兵馬使)·지행영병마사(知行營兵馬事), 동계행영병마사(東界行營兵馬使)를 차례로 거쳤다.
1106년(예종 원년) 신기군(神騎軍)의 징발 조건 완화를 건의하여 허락받았다. 같은 해 왕이 서경(西京)의 용언(龍堰)에 궁궐을 짓고 순행하는 일을 신하들에게 의논하게 했는데, 술사(術士)가 참서(讖書)를 이용해 이를 권했기 때문이었다.
이 때 오연총은 남경의 공사가 막 끝나 백성들이 피로하고 재정이 고갈되었음을 이유로 들어 반대했으나, 왕은 받아들이지 않았다.
이듬해 평장사(平章事) 최홍사(崔弘嗣) 등의 상주로 서경 궁궐 창건이 다시 거론되자, 역시 세 가지 이유를 들어 반대했으나 왕은 끝내 최홍사 등의 말을 들었고, 여론이 이를 애석하게 여겼다고 한다.

### 여진 정벌
같은 해 여진(女眞) 정벌이 결정되자, 오연총은 윤관(尹瓘)의 부원수(副元帥)로 임명되었고, 9성을 쌓은 후인 1108년(예종 3) 협모동덕치원공신(協謀同德致遠功臣)에 책록되고, 좌복야(左僕射)·참지정사로 옮겼다.
같은 해 웅주(雄州)에 재침입한 여진을 물리치고 개선하여, 양구진국(攘寇鎭國)의 공신호와 수사도(守司徒)·연영전대학사(延英殿大學士) 관직이 더해졌다.
그러나, 이듬해에도 여진이 재침입해 길주(吉州)를 포위해 함락될 위기에 처했다.
이에 오연총은 윤관과 함께 출정했으나, 길목인 공험진(公嶮鎭)에서 여진에게 기습을 당해 대패했다.
고려군은 다시 길주로 진군하려던 차에 여진 쪽에서 청한 화친을 받아들이게 되었고, 이를 이유로 윤관과 함께 재신(宰臣)들의 계속되는 탄핵을 받은 끝에, 1110년(예종 5) 관직과 공신호를 박탈당했다.
같은 해 표문을 올려 사양했음에도 불구하고, 수사공(守司空)·중서시랑평장사(中書侍郞平章事)·판삼사사(判三司事)로 복직되었다.

#### 3차 여진족 토벌 출정

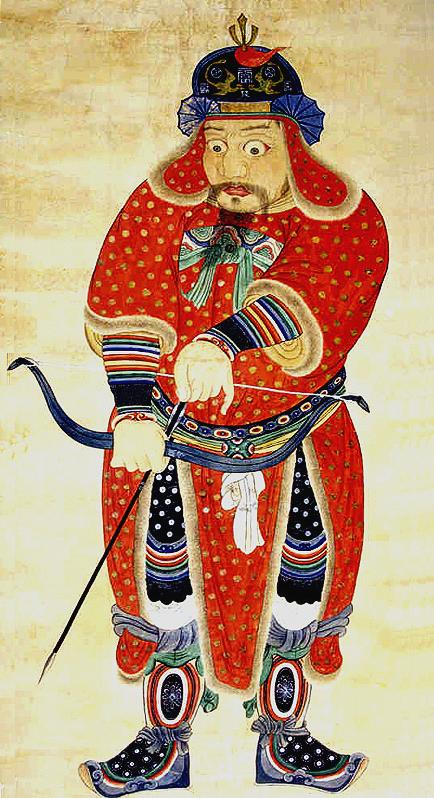
대원수 윤관

1107년(예종 2년)에 별무반 17만 명을 거느리고 북상, 여진촌락 129개를 쳐서 포로 1030명, 사살 4940명 등 큰 공을 세웠다. 당시 여진족은 우리 나라 동북부에서 만주에 걸쳐 살면서 북부 국경지대인 함흥 지방을 위협하자 고려의 북진 정책에 역행이 되었던 여진족을 소탕하려고 출정하였으나 누차 실패하고 심려 끝에 그 원인이 여진족의 기병임을 깨닫고 왕명을 받아 오연총은 도원수 윤관과 함께 병력을 이끌고 동북면의 여진족에게 총공격령을 내린다. 여진족 5천을 사살하고 130여 명을 생포한 뒤 이 곳에 9개의 성을 쌓아 국경을 튼튼하게 하고 돌아오니 왕은 윤관, 오연총 등의 공을 치하하고 공신에 녹훈하였다.

척경입비도, 윤관 등이 여진족정벌 직후 국경비를 세우는 장면 (17세기 민화)

1107년 (고려 예종2년) 여진 정벌에 대한 조의(朝議)가 결정되어 왕은 순천관(順天館)에 출어(出御)하여 열병한 후 그와 윤관에게 은포주식(恩布酒食)을 분사(分賜)하고 공에게 고려군 부원수(副元帥)를 제수하고 윤관에게는 고려군 원수(元帥)를 제수하여 30만 대군을 주어 여진정벌(女眞征伐)의 장도(壯途)에 오르게 하였다. 그러나 그는 부원수직을 사양하였으나 윤관의 권고로 받아들인다. 윤관이 개연(慨然)하여 말하기를『오공이 아니면 누가 같이 출정하여 나라를 구하리까?』하다. 출전 할 때 왕은 경영전(景靈殿)에서 친히 부철(斧鐵:철도끼)를 내리다. 그해 여진족과 싸워 대승을 거둔다. 이어 여진족(女眞族) 조을내(兆乙乃)등 3280명이 투항(投降)하다.
여진 원정을 승리로 이끈 뒤 제장(諸將)으로 하여금 지계(地界)를 정하고 웅주(雄州).영주(英州).복주(福州).길주(吉州)등 4성을 축성(築城)하였다. 그리고 두만강 건너 선춘령(先春嶺)에 고려국 정계비(定界碑)를 세우는 것을 감독하였다.

#### 4차 여진족 토벌 전쟁
그러나 여진족은 다시 변경을 쳐들어왔고, 1108년 (고려 예종 3년) 1월 윤관, 척준경, 왕자지 등과 함께 별무반을 이끌고 출정하였다. 그러나 가한촌(加漢村) 전투 중 험곡에서 윤관과 함께 여진족에게 포위당하고 포로로 잡히게 되었다. 그러나 척준경(拓俊京)이 후발대를 이끌고 급습하여 구하여 극적으로 살아났다. 3월 30일 포로 346명, 말 96필, 소 300두를 노획하여 포로와 전리품을 가지고 윤관 등과 함께 개경으로 개선하였다.
고려의 정벌과 9성 설치로 삶의 터전을 잃게 된 여진족은 완옌부를 중심으로 모여 무력항쟁을 계속하였고, 사자를 보내 9성을 돌려주고 생업을 편안히 해주면 자손 대대로 배반하지 않고 조공을 바치겠다고 하면서 9성을 되돌려달라고 애걸하였다. 이에 일부 주화파들은 9성을 되돌려주자고 주장하였고, 윤관과 오연총은 9성을 지킬 것을 주장하였으나 당시 고려는 여진족의 공세 앞에 9성을 지키는 것도 어려운 형편이었다. 또 9성 사이의 거리가 너무 멀어 지키기가 어려울 뿐 아니라 무리한 군사동원으로 백성들의 원망이 일어나서 조정에서도 화평론이 대세를 이루게 되었다.
1109년 9월 동덕치원공신(同德致遠功臣)의 훈호(勳號)를 내리고 상서좌복야 참지정사(尙書左僕射參知政事)가 되었으며 자수안구(紫繡鞍具)와 구마(廐馬)한 필을 하사받았다. 그러나 여진이 재침입하여 웅주를 포위하자 부원수로 병력을 이끌고 출정하여 격파하고 되돌아왔다. 9월 다시 양구진국공신(攘寇鎭國功臣)에 수사도 연영전대학사(守司徒延英殿大學士)가 되었다.

#### 패전과 삭탈, 복직
이후 윤관과 함께 군대를 정비하던 중, 1109년 10월 여진족이 길주성을 함락시키자 동계병마부원수(東界兵馬副元帥)로서 윤관과 함께 출정, 길주성을 포위한 여진족을 다시 치려다가 공험진에서 기습공격을 당하였다. 병력을 잃고 토벌에 실패하여 화친을 맺고 돌아왔다. 그러나 11월 화친을 이유로 평장사 최홍사(崔弘嗣) 등의 탄핵을 받아 한때 관직과 공신의 자격이 박탈되고 파면되었으나 예종의 특별 배려로 다시 복직시켰다.
이후 이부상서를 거쳐 문하시랑 평장사를 지내고 1110년 중서시랑평장사 판삼사사(中書侍郎平章事判三司事)를 거쳐 1112년 수사도 판상서병부사 감수국사(守司徒判尙書兵部事監修國史), 수태위 감수국사(守司徒守太尉監修國史)를 거쳐 1113년 수태위 판예병부사(守太尉判禮兵部事)가 되고 상주국(上柱國)의 훈위를 받았으며 이어 판이부사(判吏部事)가 되었다.

### 말년
1112년(예종 7) 2월 27일 수사도(守司徒)·판병부사(判兵部事)·감수국사(監修國史)가 더해졌고, 같은 해 9월 12일 문하시랑 동 중서문하평장사(門下侍郞 同中書門下平章事)로 승진했으며, 이듬해 12월 다시 수태위(守太尉)·판예병부사(判禮兵部事)·상주국(上柱國), 1114년(예종 9) 판이부사(判吏部事)가 더해졌다. 1114년 추충공신(推忠功臣)에 녹훈되었다. 1114년 이후 여러 벼슬을 거쳐 수사도, 수태위, 삼수국사 상주국 판이부, 예부, 병부판사(兵部判事)를 지내고 스스로 퇴직을 청하였다. 그러나 예종은 그가 유명한 학자이자 지략을 두루 갖춘 군인임을 들어 끝까지 그의 조언을 받고자 퇴직을 윤허하지 않았다.
이후 병 때문에 여러 차례 글을 올려 사직을 청했으나, 왕은 원로인 그에게서 계속 도움을 받고 싶었으므로 이를 허락하지 않았다. 1116년 수사도(守司徒)를 거쳐 수태위 감수국사 상주국(守太尉監修國史上柱國)이 되었다.
1116년 3월 문하시중평장사(門下侍中平章事)에 제수되었다. 1116년(예종 11) 5월 향년 62세로 졸하자, 문양(文襄)이라는 시호를 받았다. 왕은 그의 장례 때 모든 신하들이 참석하도록 했다.
아들이 없던 그는 조카뻘 되는 친척 오익(吳翊)을 양자로 입계(入系)하고 딸 1명은 윤관의 아들에게 출가하였다.

### 사후
사후 함경남도에 사우(祠宇)가 세워졌다. 그 뒤 1441년(세종 23년) 함경북도 북청 안북사(按北祠)에 배향되었고, 1925년 전남 곡성군 오곡면 덕산리에 덕산사(德山祠)가 건립되어 제향되었다. 1925년 3월 함경남도에 있던 문양공 사우에서 영정을 복사하여 덕산사에 봉안했으며, 덕산사는 남한 땅에 단 한곳 밖에 없는 유일한 오연총의 사당이다. 그의 후손과 유림들이 매년 음력 3월 3일 제를 올리고 있다.

## 평가
《고려사》에서는 오연총에 대해 그의 열전에서 이렇게 평했다.
| “ | (오연총은) 몸가짐을 바로잡고 순순(恂恂)하게 행동을 삼갔으며, 충성과 검소를 자부하며 영예를 구하지 않았다. 관직에 있을 때의 지론(持論)은 시폐(時弊)를 제거하는 데 힘쓰는 것이었으며, 일찍이 사사로운 일로 공익에 피해를 준 적이 없었으므로, 왕이 그를 중히 여겼다. | ” |

여진족을 토벌하고 강동 6주와 동북 9성을 쌓아 북방의 방어력을 높인 점을 높이 평가받는다. 평화시에는 문신으로 임금을 모셨고 전시에는 장군으로 나라를 지키고 국가에 충성을 다하는 문무를 겸비했다는 시각도 있다.

## 가족 관계
- 딸 : 오씨, 윤관의 며느리
- 아들 : 오익(吳翊)

## 영정
원래의 영정은 조선시대 초기에 제작되었으나 한국전쟁 도중 실전되었고, 현재 전하는 것은 1925년 3월 그의 후손이 함경남도 산천군에 있는 사당에서 그림을 모사해온 모사본이다.
무속의 신의 한사람으로도 숭배되었다.

## 기타

### 사돈의 유래
고려 예종 때 여진을 함께 정벌한 도원수 윤관과 부원수 오연총은 아들과 딸의 혼인으로 맺어진 관계이기도 했다. 어느 봄날 술이 잘 빚어진 것을 본 윤관은 하인에게 술동이를 지게하고 오연총의 집으로 향했다. 그런데 전일 밤에 내린 소낙비로 물이 불어나 개울을 건널 수가 없었다. 안타까움에 발을 구르고 있는데 개울 건너편을 바라보니 오연총도 술통을 옆에 두고 발을 구르고 있는 것이다. 잠시 후 두 사람은 개울을 사이에 두고 등걸나무 조각을 구해 걸터앉았다. 먼저 윤관이 술잔을 비운 뒤 개울 건너 오연총에게 잔 권하는 시늉을 했다. 오연총도 머리를 숙여 술잔을 받는 예를 표시한 뒤 스스로 채운 술잔을 비웠다. 이렇게 둘은 등걸나무(査)에 걸터앉아 서로 머리를 숙이며 술잔을 주고받는 시늉을 하며 풍류를 즐겼다. 이때부터 자식 사이의 혼인을 제안할 때는 '사돈 하자'라는 말이 유래하게 되었다 한다. 사돈의 뜻은 등걸나무(査)에 머리를 숙이다는 뜻의 돈수(頓首)의 합성으로 등걸나무에 앉아 머리를 조아린다는 뜻이다.

### 동명이인 오연총
중국에서 건너온 일족인 오인유(吳仁裕)의 후손 중에 고려 후기의 문신인 오연총(吳延寵)있다. 그의 시호는 양평공(良平公)이며 다른 이름은 오정총이다. 250년의 연대 차이가 나며 이 둘을 구별하기 위해 시호를 앞에 붙여 문양공 오연총과 양평공 오연총으로 부른다.
문양공 오연총의 6대손 오현보는 1216년(고려 고종 3년) 거란족의 침략을 격퇴하였다. 양평공 오연총의 5촌 당조카인 오선경(吳先敬)은 조선 정종 때의 인물로, 1399년(정종 1년) 식년 문과에 병과로 급제했다. 그러나 간혹 조선시대부터 양평공 오연총(오정총)과 문양공인 그를 헷갈리는 문헌도 존재한다.

## 전기 자료
《고려사》 권96, 〈열전〉9, 오연총

## 같이 보기
- 고려 예종
- 윤관
- 척준경
- 왕자지
- 별무반
- 동북 9성
- 여진족
- 김종서